# Francielle
Francielle Manoel Alberto (São Paulo, 18 de octubre de 1989), generalmente conocida como Francielle o Fran, es una futbolista brasileña que juega como mediocampista para la selección de Brasil. A nivel de clubes jugaba para el equipo de la Toppserien noruega Avaldsnes IL. Anteriormente ha jugado para Corinthians, São José y Santos en Brasil, así como para el Saint Louis Athletica y el Sky Blue FC de la WPS.

## Trayectoria

### Club

#### Estados Unidos
Francielle estaba en el plantel del St. Louis Athletica en la primera fecha de la temporada inaugural de la WPS en 2009. Jugó seis partidos para ellos.
El 26 de junio de 2009, St. Louis Athletica intercambió a Francielle y Kerri Hanks al Sky Blue FC por Sarah Walsh. Anotó el gol de la victoria en la primera ronda de los playoff de la WPS contra Washington Freedom. Sky Blue luego venció al equipo anterior de Francielle, el Athletica, y al Los Angeles Sol para ganar el título de la WPS 2009.

#### Brasil
Francielle ganó la Copa Libertadores Femenina 2009 con Santos.
En 2013 Francielle y São José ganaron la Copa Libertadores. En 2013 y 2014 ella y su equipo ganaron también títulos de liga y copa.

#### Boston Breakers
El 10 de noviembre de 2014 las Boston Breakers contrataron a Francielle para la temporada 2015 de la NWSL. Finalmente nunca se unió a las Breakers porque fue llamada a la concentración de Brasil para el Mundial 2015.

#### Stjarnan
En el verano de 2015 Francielle y su compatriota Poliana decidieron jugar para el conjunto de la Úrvalsdeild islandesa  Stjarnan en la Liga de Campeones de la UEFA.

#### Avaldsnes
Después de jugar el 2016 de vuelta en Brasil con el Corinthians Audax, Francielle se unió a un grupo de jugadoras brasileñas en el Avaldsnes IL. Ayudó al equipo a ganar la Copa Noruega 2017, antes de irse durante la temporada 2018 de la Toppserien.

### Internacional
En noviembre de 2006 Francielle hizo su debut internacional con la selección mayor en el triunfo de Brasil por 2–0 sobre Perú por el Campeonato Sudamericano en el Estadio José María Minella, Mar del Plata.
Francielle jugó los cuatro partidos de Brasil en la Copa Mundial 2011, y convirtió un penal en la definición contra Estados Unidos. En los Juegos Olímpicos 2008, Francielle jugó cinco de los seis partidos de Brasil, ganando una medalla de plata. El primer gol de Francielle en un torneo internacional importante llegó contra Camerún en los Juegos Olímpicos 2012, donde jugó los cuatro partidos de Brasil.
En octubre de 2017 Francielle fue una de las cinco jugadoras de Brasil que dejó el fútbol internacional en protesta por la paga y condiciones, y el despido por parte de la Confederación de Fútbol Brasileña del entrenador Emily Lima.

#### Goles internacionales
| Goles internacionales | Goles internacionales | Goles internacionales                    | Goles internacionales | Goles internacionales | Goles internacionales | Goles internacionales |
| #                     | Fecha                 | Local                                    | Adversario            | Resultado parcial     | Resultado final       | Competición           |
| --------------------- | --------------------- | ---------------------------------------- | --------------------- | --------------------- | --------------------- | --------------------- |
| 1.                    | 5 de abril de 2012    | Home's Stadium Kobe, Kobe, Japón         | Japón                 | 1–1                   | 1–4                   |                       |
| 2.                    | 25 de julio de 2012   | Millennium Stadium, Cardiff, Reino Unido | Camerún               | 1–0                   | 5–0                   | Juegos Olímpicos 2012 |
| 3.                    | 9 de abril de 2017    | Arena da Amazônia, Manaus, Brasil        | Bolivia               | 1–0                   | 6–0                   | Partido amistoso      |

## Vida personal
Francielle se casó con Andressa Alves en julio de 2020.